# 霍恩菲诺
霍恩菲诺（德語：Hohenfinow，发音：[hoːənˈfiːnoː]）是德国勃兰登堡州的一个市镇，隶属于巴尔尼姆县。总面积为21.83平方千米，截至2020年总人口为522人。